# Relaciones Bolivia-Japón
Las relaciones Bolivia-Japón son las relaciones bilaterales entre el Estado Plurinacional de Bolivia y Japón. Ambas naciones disfrutan de relaciones amistosas, cuya importancia se centra en la historia de la migración japonesa a Bolivia. Aproximadamente 14.000 bolivianos tienen ascendencia japonesa. Ambas naciones son miembros del Foro de Cooperación de Asia Oriental y América Latina.

## Historia

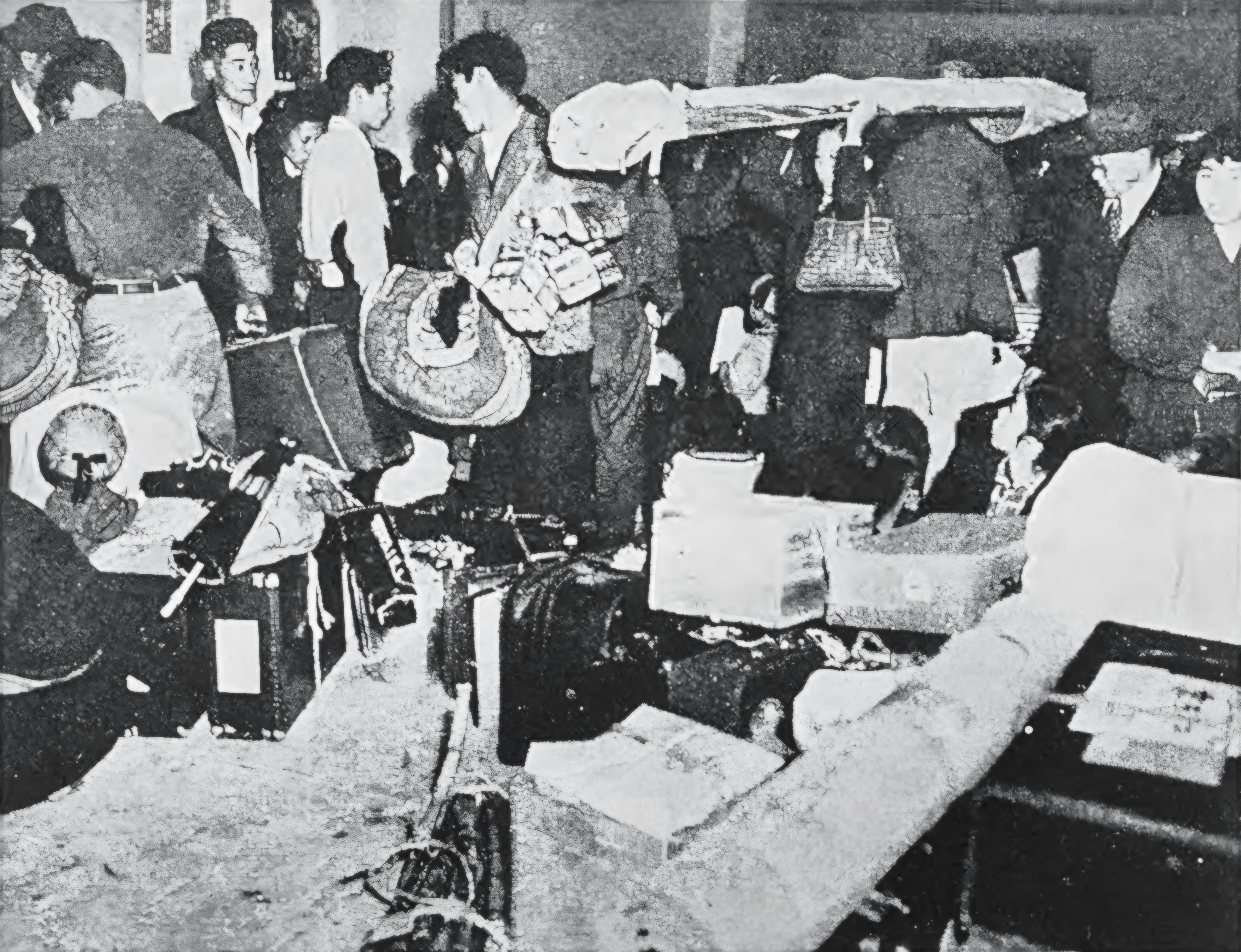
Migrantes japoneses de Okinawa en Bolivia

Los primeros inmigrantes japoneses conocidos en llegar a Bolivia fueron en 1899 cuando noventa y un trabajadores japoneses ingresaron al país desde Perú para trabajar en las plantaciones de caucho en Bolivia. Durante las próximas décadas, varios miles de inmigrantes japoneses emigraron a Bolivia en busca de oportunidades de empleo. La mayoría de los inmigrantes japoneses se asentaron en los departamentos de Beni y Santa Cruz. El 13 de abril de 1914, Bolivia y Japón establecieron relaciones diplomáticas.
Durante la Segunda Guerra Mundial, Bolivia rompió relaciones diplomáticas con Japón. Con la excepción de veintinueve personas de origen japonés deportados a los Estados Unidos, la Segunda Guerra Mundial tuvo poco impacto en las vidas de los Nikkei residentes en Bolivia, especialmente porque el gobierno no adoptó medidas antijaponesas. El 20 de diciembre de 1952 se restablecieron las relaciones entre ambas naciones.
En 1954, varios residentes japoneses de la Prefectura de Okinawa, controlada por los Estados Unidos, fueron reasentados en Bolivia. La necesidad de trasplantar poblaciones excedentes del Japón devastado por la guerra cumplió con el deseo del gobierno boliviano de desarrollar las tierras bajas del este en el Departamento de Santa Cruz. Los nuevos colonos sentaron las bases de Okinawa Uno cerca de la ciudad de Santa Cruz de la Sierra.
En 1991, el presidente boliviano Jaime Paz Zamora se convirtió en el primer jefe de Estado boliviano en visitar Japón. En 1999, la princesa japonesa Sayako Kuroda realizó una visita a Bolivia para conmemorar el centenario de la inmigración japonesa a Bolivia. En 2009, el príncipe japonés Masahito de Hitachi realizó una visita a Bolivia para conmemorar el 110 aniversario de la inmigración japonesa a Bolivia. El príncipe Hitachi también visitó la ciudad de Okinawa Uno. En 2019, la Princesa Mako Komuro realizó una visita para conmemorar el 120 aniversario de la inmigración japonesa a Bolivia.
La Agencia Japonesa de Cooperación Internacional tiene una oficina en Bolivia y supervisa varios proyectos de desarrollo en el país.

## Visitas de alto nivel
Visitas de alto nivel de Bolivia a Japón
- Presidente Jaime Paz Zamora (1991)
- Presidente Gonzalo Sánchez de Lozada (1996)
- Presidente Evo Morales (2007, 2010)

Visitas de alto nivel de Japón a Bolivia
- Princesa Sayako Kuroda (1999)
- Príncipe Masahito de Hitachi (2009)
- Princesa Mako Komuro (2019)

## Acuerdos bilaterales
Ambas naciones han firmado algunos acuerdos bilaterales, como un  Acuerdo para la inmigración japonesa a Bolivia (1956); Convenio de Cooperación de Voluntarios Japoneses en Bolivia (1977) y un Convenio de Cooperación Técnica (1978).

## Comercio
En 2017, el comercio entre Bolivia y Japón ascendió a US$913 millones de dólares. Las principales exportaciones de Bolivia a Japón incluyen: zinc, plata, hierro, semillas de sésamo, café, azúcar y quinua. Las principales exportaciones de Japón a Bolivia incluyen: automóviles, repuestos de automóviles, maquinaria, equipos eléctricos y motocicletas. La empresa multinacional japonesa Grupo Sumitomo opera en Bolivia.

## Misiones diplomáticas residentes

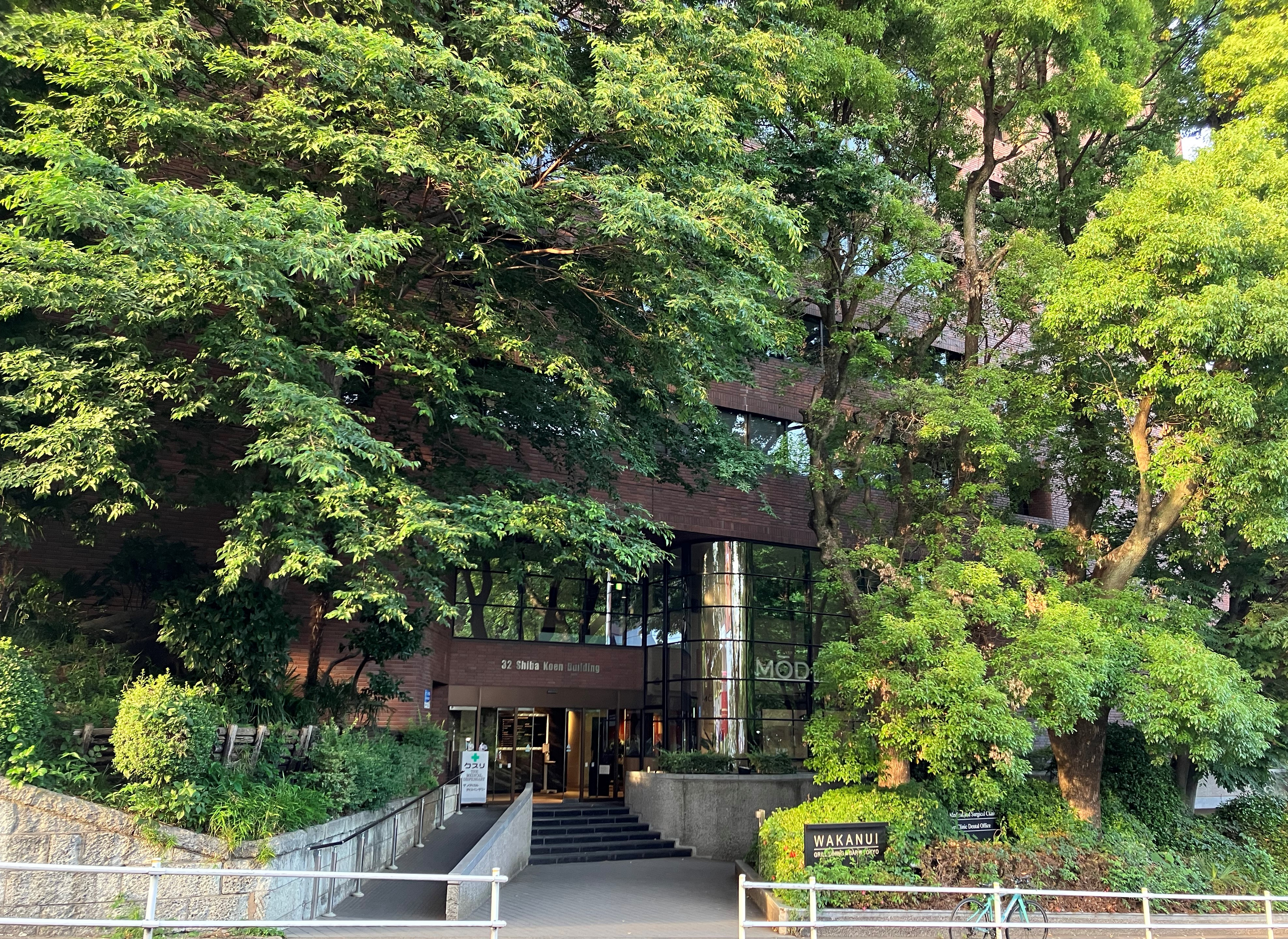
Edificio alojando a la Embajada de Bolivia en Tokio

- Bolivia tiene una embajada en Tokio.[9]
- Japón tiene una embajada en La Paz y mantiene una oficina consular en Santa Cruz de la Sierra.[10]